# Paragabara flavomacula
Paragabara flavomacula là một loài bướm đêm trong họ Erebidae.